# Música (película de 2023)
Música (en inglés: Music) es una película dramática alemana de 2023  escrita y dirigida por Angela Schanelec. Protagonizada por Aliocha Schneider y Agathe Bonitzer, la película es una versión moderna del mito griego de Edipo.
La película tuvo su estreno mundial en el 73° Festival Internacional de Cine de Berlín, en la competencia principal por el Oso de Oro. Durante el festival Schanelec ganó el Oso de Plata al mejor guion.

## Sinopsis
Abandonado al nacer en las montañas griegas en una noche de tormenta, Jon es acogido y adoptado, sin haber conocido a su padre ni a su madre.
De joven, conoce a Iro, una celadora de la prisión donde está encarcelado tras un trágico accidente mortal. Parece buscar su presencia, le cuida y le graba música. La vista de Jon empieza a fallar...
A partir de entonces, por cada pérdida que sufra, ganará algo a cambio. Así, a pesar de quedarse ciego, vivirá su vida más plenamente que nunca.

## Reparto
- Aliocha Schneider como Jon
- Agathe Bonitzer como Iro
- Marisha Triantafyllidou como Mérope
- Argyris Xafis como Elias
- Theodore Vrachas como Lucian
- Ninel Skrzypczyk como Phoebe, 14 años
  - Frida Tarana como Phoebe, 6 años
- Miriam Jakob como Marta
- Wolfgang Michael como Hugh

## Recepción
En el sitio web del agregador de reseñas Rotten Tomatoes, la película tiene un índice de aprobación del 89% basado en 9 reseñas, con una calificación promedio de 6.4/10. En Metacritic, tiene una puntuación media ponderada de 70 sobre 100 basada en 5 reseñas, lo que indica "Reseñas generalmente favorables".